# Campeonato Asiático de Taekwondo de 2014
El XXI Campeonato Asiático de Taekwondo se celebró en Taskent (Uzbekistán) en 2014 bajo la organización de la Unión Asiática de Taekwondo.
En total se disputaron en este deporte dieciséis pruebas diferentes, ocho masculinas y ocho femeninas.

## Resultados

### Masculino
| Evento | Oro                          | Plata                         | Bronce                                                   |
| ------ | ---------------------------- | ----------------------------- | -------------------------------------------------------- |
| –54 kg | Kim Tae-Hun Corea del Sur    | Jerranat Nakaviroj Tailandia  | Malik Abu Alrub Palestina Reinaldy Atmanegara Indonesia  |
| –58 kg | Farzan Ashurzadeh Irán       | Nguyễn Văn Duy Vietnam        | Mahmud Haidari Afganistán Cho Gang-Min Corea del Sur     |
| –63 kg | Lee Dae-Hoon Corea del Sur   | Akkarin Kitwijarn Tailandia   | Liao Zhijun China Raad Zabet Jordania                    |
| –68 kg | Behnam Asbagui Janghah Irán  | Gazi Al-Asmari Arabia Saudita | Rohullah Nikpai Afganistán Song Guodong China            |
| –74 kg | Won Jong-Hun Corea del Sur   | Alireza Nasr Azadani Irán     | Peerathep Sila-On Tailandia Nikita Rafalovich Uzbekistán |
| –80 kg | Mehdi Jodabajshi Irán        | Christian dela Cruz Filipinas | Maksim Rafalovich Uzbekistán Liu Wei-Ting China Taipéi   |
| –87 kg | Jasur Boyqo‘ziyev Uzbekistán | Yusef Karami Irán             | Chang Kai China Taipéi Wang Shijun China                 |
| +87 kg | Dmitriy Shokin Uzbekistán    | Jo Chol-Ho Corea del Sur      | Morteza Shiri Irán Alisher Gulov Tayikistán              |

### Femenino
| Evento | Oro                              | Plata                      | Bronce                                                  |
| ------ | -------------------------------- | -------------------------- | ------------------------------------------------------- |
| –46 kg | Panipak Wongpattanakit Tailandia | Aghniny Haque Indonesia    | Lin Wan-Ting China Taipéi Mary Anjelay Pelaez Filipinas |
| –49 kg | Kim Da-Hwi Corea del Sur         | Dana Haider Turan Jordania | Farideh Rashidi Irán Chanatip Sonkham Tailandia         |
| –53 kg | Yoon Jeong-Yeon Corea del Sur    | Huang Yun-Wen China Taipéi | Latika Bhandari India Sarita Phongsri Tailandia         |
| –57 kg | Lee Ah-Reum Corea del Sur        | Mayu Hamada Japón          | Phạm Thị Hằng Vietnam Susan Hayipur Irán                |
| –62 kg | Chuang Chia-Chia China Taipéi    | Xu Hong China              | Feng Xiao Macao Rungrawee Kurasa Tailandia              |
| –67 kg | Zhang Hua China                  | Nguyễn Thị Hà Vietnam      | Cassandra Haller Tailandia Shokraneh Izadi Irán         |
| –73 kg | Umida Abdullaeva Uzbekistán      | Li Ran China               | Rima Ananbeh Jordania Chen Yann-Yeu China Taipéi        |
| +73 kg | Li Donghua China                 | Akram Jodabandeh Irán      | Sorn Davin Camboya Natalia Mamatova Uzbekistán          |

## Medallero
| Núm. | País           | Oro | Plata | Bronce | Total |
| ---- | -------------- | --- | ----- | ------ | ----- |
| 1    | Corea del Sur  | 6   | 1     | 1      | 8     |
| 2    | Irán           | 3   | 3     | 4      | 10    |
| 3    | Uzbekistán     | 3   | 0     | 3      | 6     |
| 4    | China          | 2   | 2     | 3      | 7     |
| 5    | Tailandia      | 1   | 2     | 5      | 8     |
| 6    | China Taipéi   | 1   | 1     | 4      | 6     |
| 7    | Vietnam        | 0   | 2     | 1      | 3     |
| 8    | Jordania       | 0   | 1     | 2      | 3     |
| 9    | Filipinas      | 0   | 1     | 1      | 2     |
| 9    | Indonesia      | 0   | 1     | 1      | 2     |
| 11   | Arabia Saudita | 0   | 1     | 0      | 1     |
| 11   | Japón          | 0   | 1     | 0      | 1     |
| 13   | Afganistán     | 0   | 0     | 2      | 2     |
| 14   | Camboya        | 0   | 0     | 1      | 1     |
| 14   | India          | 0   | 0     | 1      | 1     |
| 14   | Macao          | 0   | 0     | 1      | 1     |
| 14   | Palestina      | 0   | 0     | 1      | 1     |
| 14   | Tayikistán     | 0   | 0     | 1      | 1     |
|      | TOTAL          | 16  | 16    | 32     | 64    |